# Эбби (фильм)
«Эбби» (англ. Abby) — американский фильм ужасов, поставленный режиссёром Уильямом Гирдлером. В картине использовались элементы религии йоруба. Премьера фильма состоялась 25 декабря 1974 года.

## Сюжет
Во время археологических раскопок в одной из пещер Нигерии епископ Гарнет Уильямс случайно находит артефакт, оставленный когда-то членами зловещего культа Эшу. Случайно открыв находку, он освобождает злого духа. Выпущенный на волю, демон пересекает Атлантику и оказывается в новом доме сына Уильямса, преподобного Эмметта Уильямса, и его молодой жены Эбби, консультанта по семейным отношениям. Прибыв за океан, дух вселяется в Эбби. Эмметт начинает подозревать, что с его женой что-то неладно, когда она пытается покончить с собой во время церковного пикника. Но только после того как Эбби начинает тошнить прямо в церкви, он понимает, что её состояние не было просто безумием. Эмметт обращается к отцу за помощью. К тому времени одержимая женщина начинает соблазнять в местном баре незнакомых людей и убивать их. Епископ Уильямс вместе с сыном и полицейским начинают изгонять демона из женщины прямо в баре. Процедура изгнания духа включает в себя как западные, так и африканские религиозные ритуалы.
Вначале епископ Уильямс считает, что освободил Эшу, Оришу хаоса и вихрей, обманщика и хранителя дорог, которого он считал самым могущественным из всех земных божеств. Однако, проведя некоторое время с демоном, Гарнет Уильямс решает, что это на самом деле не Эшу, а всего лишь жалкий подражатель, который был заключен в тюрьму, уготованную Эшу.

## Создатели фильма

### В ролях
- Уильям Маршалл — епископ Гарнет Уильямс
- Терри Картер — преподобный Эмметт Уильямс
- Остин Стокер — полицейский Касс Поттер
- Кэрол Спид — Эбби Уильямс
- Хуанита Мур — Миранда «Momma» Поттер
- Чарльз Киссинджер — доктор Хеннингс
- Эллиотт Моффитт — Рассел Ланг
- Натан Кук — Тафа Хассен
- Нэнси Ли Оуенс — миссис Уиггинз
- Уильям П. Брэдфорд — доктор Роджерс
- Джоан Холкомб — Лоис
- Клод Фалкерсон — Бенни
- Билл Уилсон — Дэн
- Чарльз Броддус — Джой
- Дон Хендерсон — Флип
- Джон Миллер — Хэл
- Джулия Джонс — Лоуэлла
- Джоан Рэй — Сью
- Джордж Робинсон — Джордж
- Мэри Майнор — Лолли
- Майкл Кауден — носитель фонаря
- Бобби Гриффин — Бен
- Кэйси Браун — Корки
- Робин Джеймс — Робин
- Брайс Амос — Саймон
- Роди Хилл — Роди
- Феликс Кинчелоу — студент
- Боб Холт — демон, озвучка

### Съёмочная группа
- Режиссёр — Уильям Гирдлер
- Продюсеры — Сэмюэл З. Аркофф (исполнительный продюсер), Уильям Гирдлер, Майк Генри, Гордон Корнелл Лэйн и Дэвид Шелдон (продюсер от Mid-America Pictures).
- Сценаристы — Уильям Гирдлер и Гордон Корнелл Лэйн
- Оператор — Уильям Л. Эсмэн
- Композитор — Роберт О. Рэгленд

## Производство
Во время съёмок фильма в Луисвилле (штат Кентукки, США) случился ряд торнадо. Впоследствии актриса Кэрол Спид вспоминала, что ей и Хуаните Мур приходилось прятаться в вестибюле отеля, так как в нём не было ни подвала, ни другого места, которое могло послужить убежищем.

## Восприятие
Критиками фильм был отнесён к жанру Blaxploitation, подвиду эксплуатационного кино.
Ведущий критик газеты The New York Times Манола Даргис в рецензии от 26 декабря 1974 года назвала фильм «скорее глупым, чем шокирующим зрелищем».
После выхода фильма в прокат кинокомпания Warner Bros. подала в суд иск против American International Pictures за нарушение авторских прав, усмотрев в картине плагиат своего фильма «Экзорцист». Суд встал на сторону истца и запретил дальнейший прокат фильма, однако создатели картины успели заработать почти 4 миллиона долларов за первый месяц проката.